# آگواس کاندیداس
آگواس کاندیداس (به اسپانیایی: Aguas Cándidas) یک شهرستان در اسپانیا است.